# Skidmore, Owings and Merrill
Pour les articles homonymes, voir Som.
Skidmore, Owings and Merrill (ou SOM) est une agence d'architectes, dont le siège est situé à Chicago (États-Unis), et qui fut créée en 1936 par Louis Skidmore et Nathaniel Owings, avant l'arrivée de John Merrill en 1939. La première agence ouvrit ses portes à New York en 1937. SOM fait partie des plus prestigieuses sociétés d'architecture du monde. La vocation première de cette société est la construction de gratte-ciel. C’est l’agence qui a conçu le plus de gratte-ciel dans le monde (plus de 280), dont le plus haut du monde, le Burj Khalifa à Dubai.
La société est reconnue mondialement pour ses réalisations hors du commun, elle a gagné à plusieurs reprises la confiance de ses pairs et fut reconnue par l'agence internationale des bureaux d'architecture dont elle détient à ce jour un nombre record de prix.

## Fondateurs et architectes principaux
Parmi les architectes notables associés à SOM, on compte : Gordon Bunshaft Stephen Apking, T. J. Gottesdiener (en), Edward Charles Bassett (en), Natalie Griffin de Blois, David Childs, Robert Diamant, Philip Enquist (en), Myron Goldsmith (en), Bruce Graham, , Gary Haney (en), Craig W. Hartman (en), Gertrude Kerbis (en), Fazlur Rahman Khan, Lucien Lagrange (en), Walter Netsch (en), Larry Oltmanns (en), Eszter Pécsi (en), Brigitte Peterhans, Norma Merrick Sklarek, Adrian Smith et Marilyn Jordan Taylor (en).

## Principales réalisations

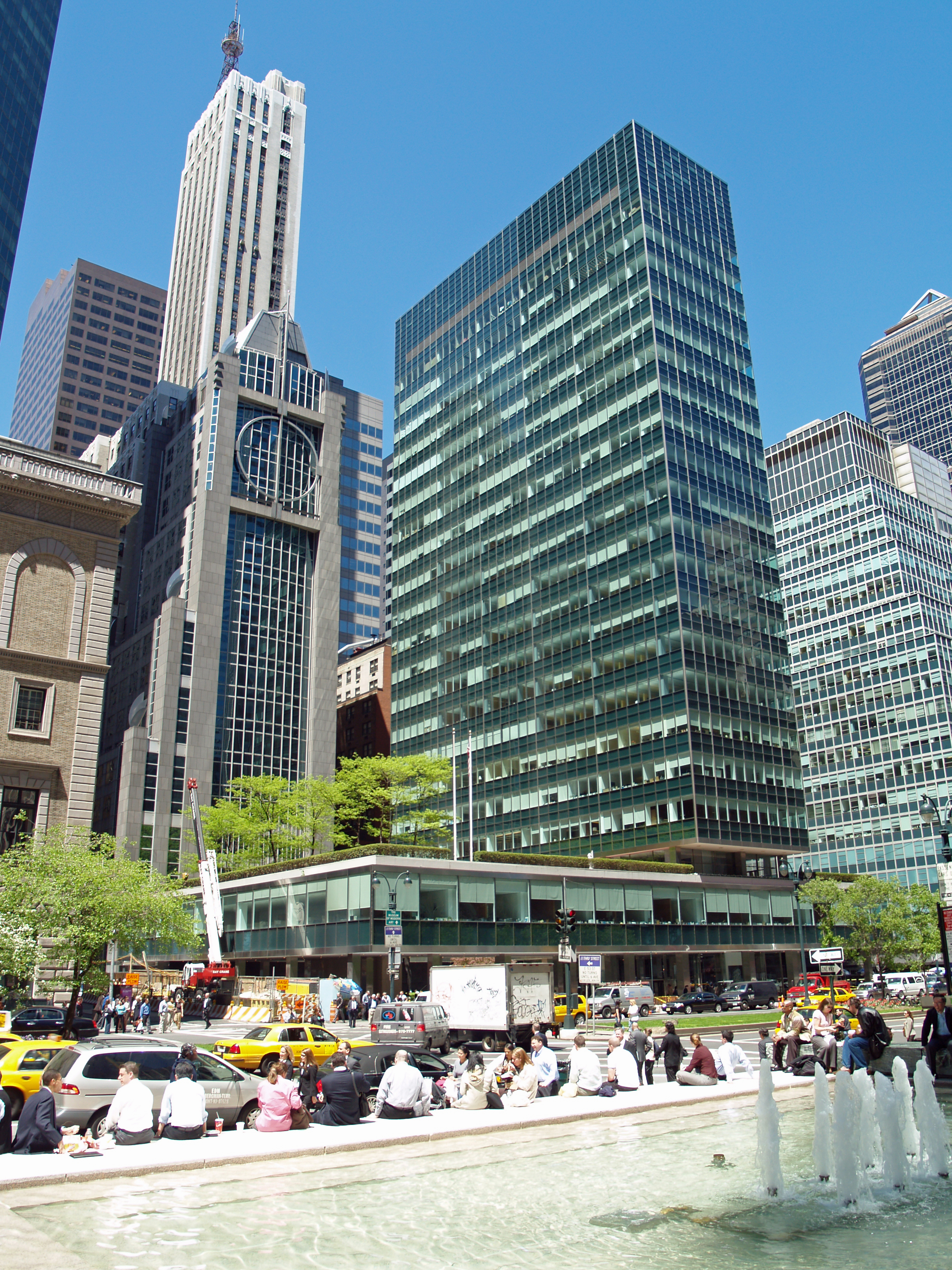
Lever House

### Années 1950
- Lever House, New York

### Années 1960
- 1960 :

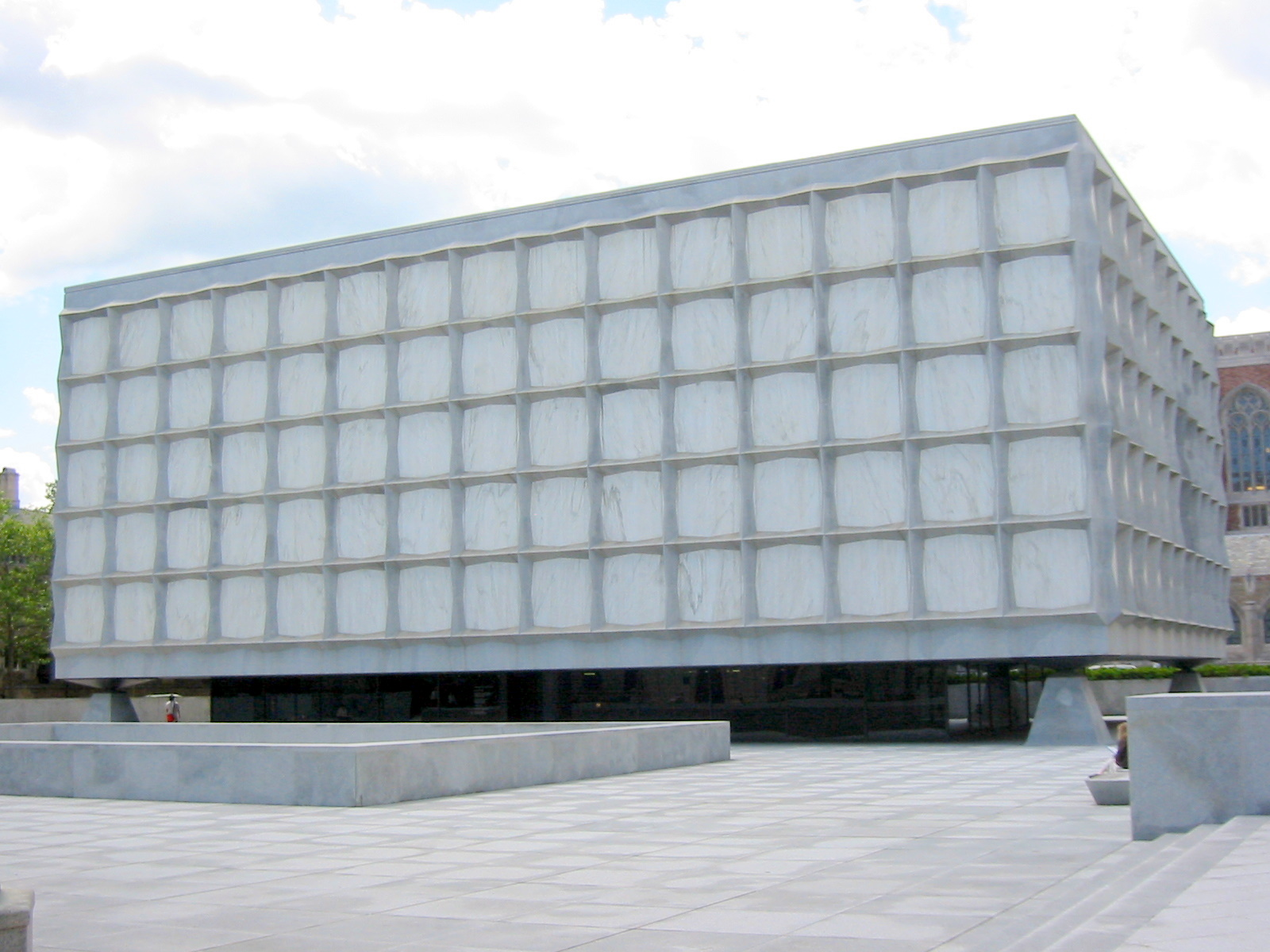
Bibliothèque Beinecke de livres rares et manuscrits (1965)

  - Memorial Coliseum, Portland (États-Unis)
  - Union Carbide[3]
- 1961 : One Chase Manhattan Plaza, New York (États-Unis)
- 1962 : Tour Telus, Montréal (Canada)
- 1964 : Banque Lambert, Bruxelles, Belgique
- 1965 : 
  - Bibliothèque Beinecke de livres rares et manuscrits, New Haven (États-Unis)
  - Equitable building, Chicago
- 1969 : 555 California Street, San Francisco (États-Unis)
- 1969 : 875 North Michigan Avenue (ex John Hancock Center), Chicago (États-Unis)
- 1969 : Dan Ryan Branch de la ligne rouge du métro de Chicago (États-Unis)

### Années 1970

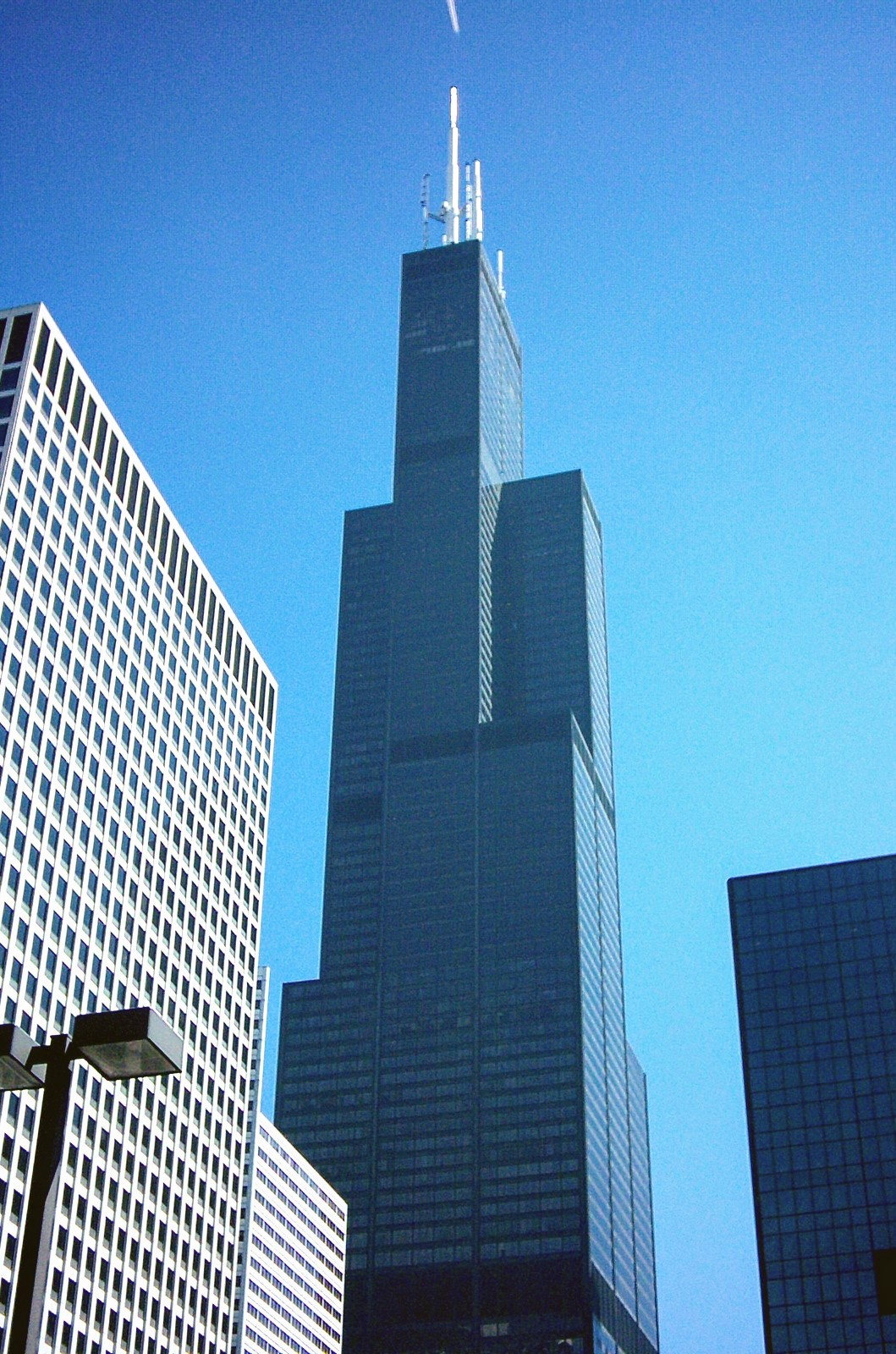
Willis Tower (1973).

- 1973 : Willis Tower (ex Sears Tower), Chicago (États-Unis) ; plus haute tour du monde de 1973 à 1998
- 1973 : Carlton Centre, Johannesburg (Afrique du Sud)
- 1974 : Tour Areva, La Défense (France) en collaboration avec l'agence française de Roger Saubot et François Jullien
- 1976 : Olympic Tower, New-York (États-Unis)

### Années 1980

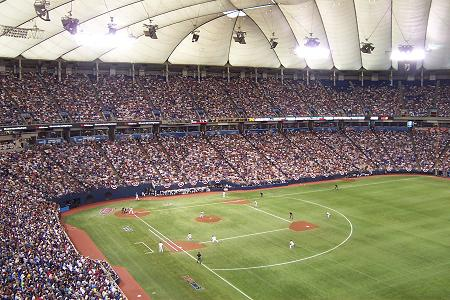
Intérieur du Hubert H. Humphrey Metrodome (1982)

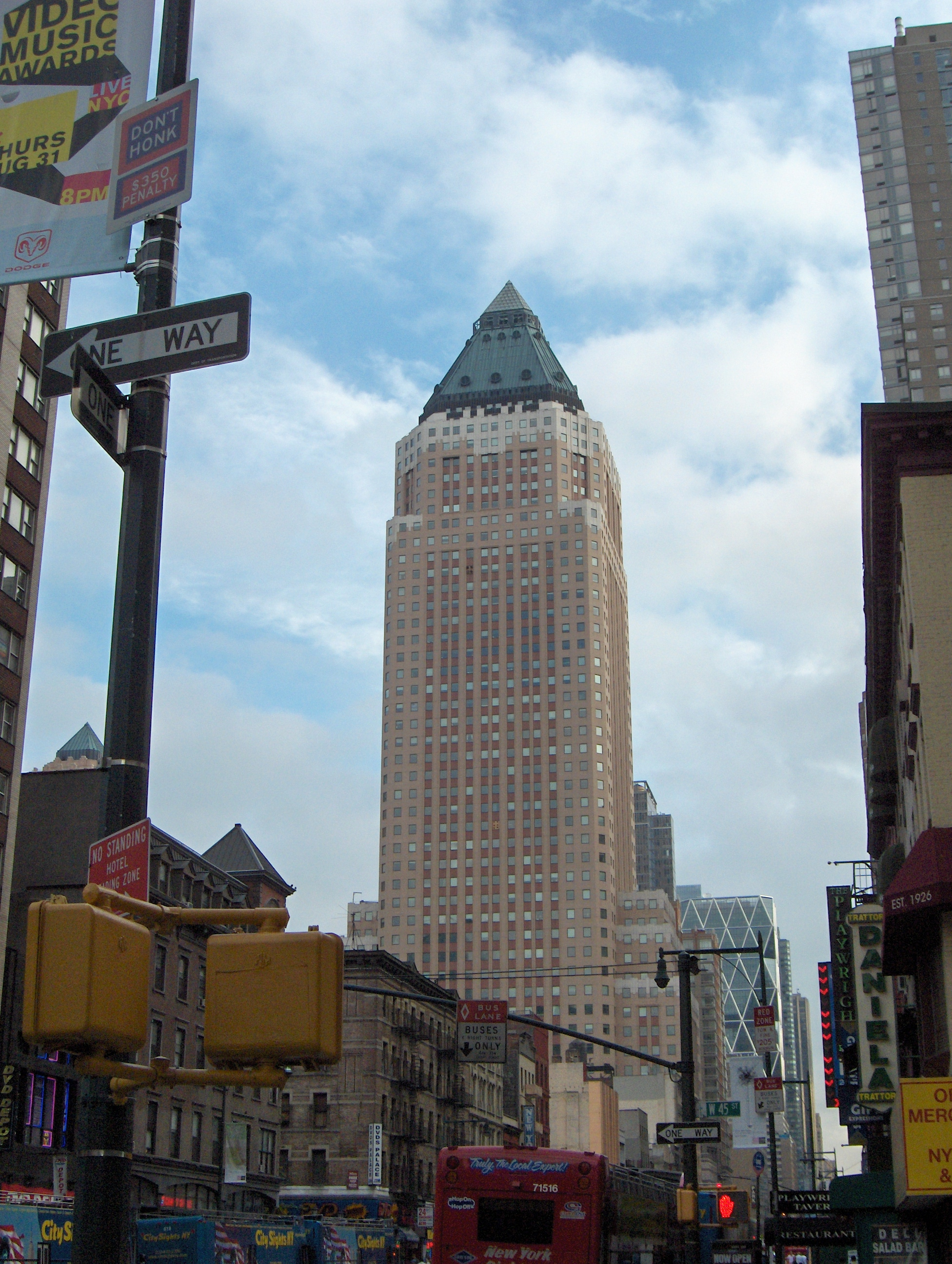
One Worldwide Plaza à New York, 1989

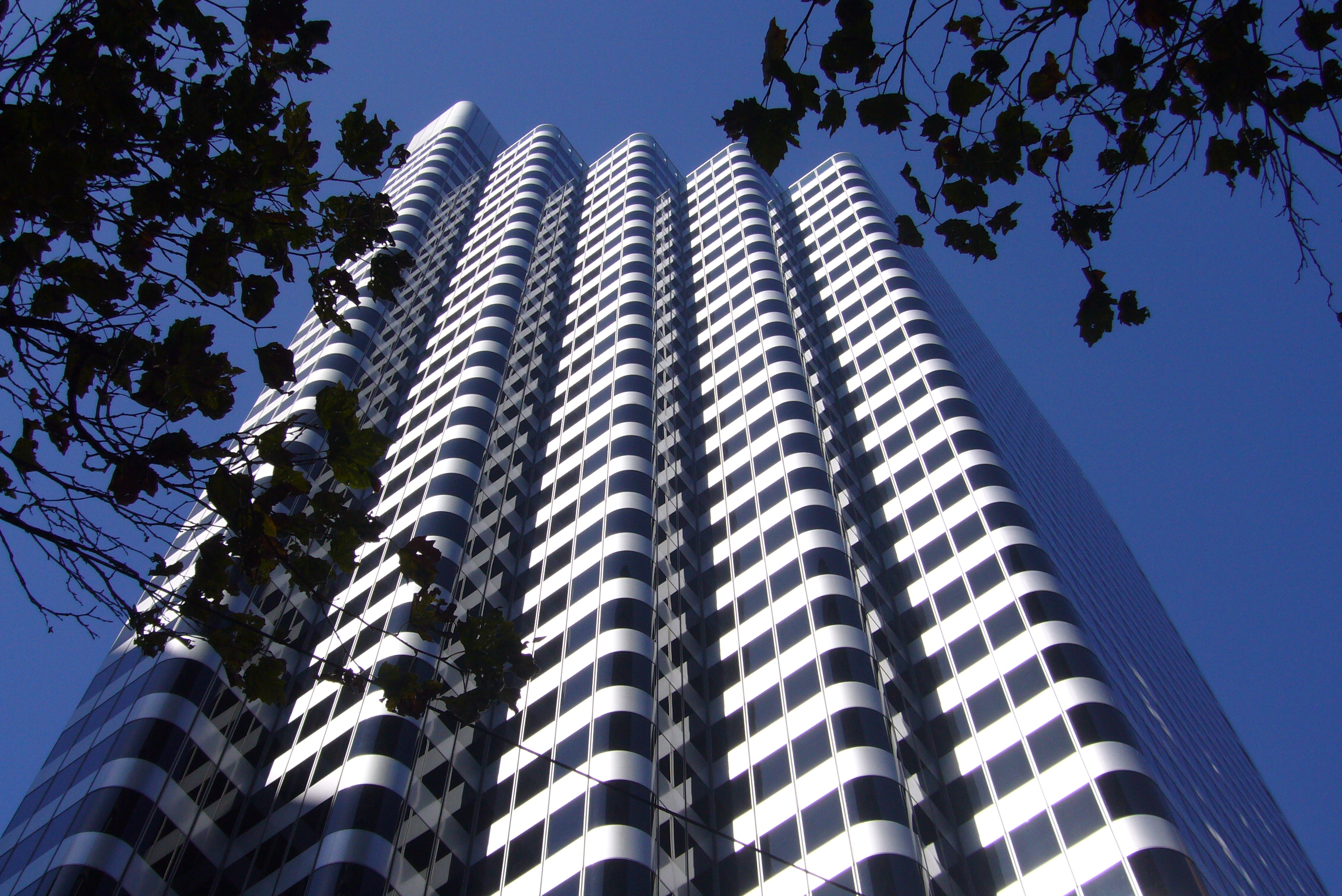
Shaklee Terraces, San Francisco, 1979

- 1980 : Enterprise Plaza, La Nouvelle-Orléans, (États-Unis)
- 1980 : 3300 North Central Avenue, Phoenix, (États-Unis)
- 1981 : Three First National Plaza, Chicago, (États-Unis)
- 1982 : Georgia-Pacific Tower, Atlanta, (États-Unis)
- 1982 : Hubert H. Humphrey Metrodome, Minneapolis (États-Unis)
- 1983 : One Magnificent Mile, Chicago, (États-Unis)
- 1983 : 1600 Market Street, Philadelphie, (États-Unis)
- 1984 : Wachovia Financial Center, Miami (États-Unis)
- 1984 : National Commerce Bank, Jeddah, (Arabie Séoudite)
- 1984 : Huntington Center (Columbus), Columbus (Ohio), (États-Unis)
- 1984 : City Place I, Hartford (Connecticut), (États-Unis)
- 1984 : Al- Ahli Bank of Kuwait, Koweit City, Koweït
- 1985 : DLI 63 Building, Séoul (Corée du Sud)
- 1985 : Trammell Crow Center, Dallas, (États-Unis)
- 1985 : 50 Fremont Center, San Francisco, (États-Unis)
- 1986 : 345 California Center, San Francisco, (États-Unis)
- 1986 : 333 Bush Street, San Francisco, (États-Unis)
- 1986 : Builders Building, Chicago, 1986. Rénovation et additions.
- 1986 : Wells Fargo Tower (Birmingham), Birmingham (Alabama), (États-Unis)
- 1987 : JPMorgan Chase Tower, Dallas (États-Unis)
- 1987 : Marmon Building, Chicago, (États-Unis)
- 1988 : SunTrust Center, Orlando, (États-Unis)
- 1988 : 461 Fifth Avenue, New York (États-Unis)
- 1988 : 75 State Street, Boston, (États-Unis)
- 1988 : Milwaukee Center, Milwaukee, (États-Unis)
- 1988 : 1201 North Market Street, Wilmington, (États-Unis)
- 1988 : 505 Montgomery, San Francisco, (États-Unis)
- 1989 : One Worldwide Plaza, New York (États-Unis)
- 1989 : AT&T Corporate Center, Chicago, (États-Unis)
- 1989 : Symphony Towers, San Diego, (États-Unis)
- 1989 : NBC Tower, Chicago, (États-Unis)
- 1989 : Goodwin Square, Hartford, (États-Unis)

### Années 1990

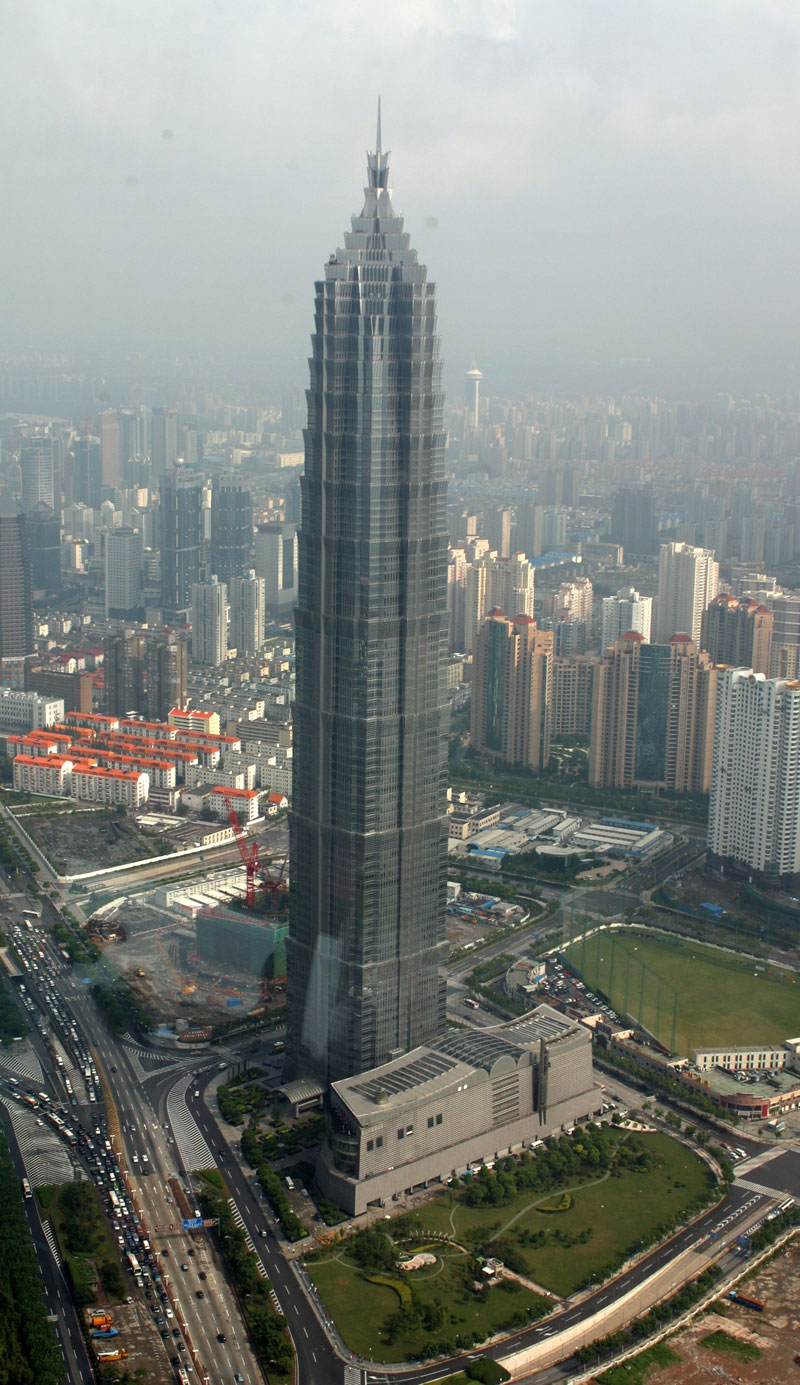
Jin Mao Tower à Shanghai 1998

- 1990 : One Court Square, New York, (États-Unis)
- 1990 : 235 Pine Street, San Francisco, (États-Unis)
- 1990 : TD Canada Trust Tower, Toronto (Canada)
- 1991 : Bay Wellington Tower, Toronto (Canada)
- 1991 : Chicago Place, Chicago, (États-Unis)
- 1991 : Gas Company Tower, Los Angeles, (États-Unis)
- 1991 : First Financial Center, Cincinnati, (États-Unis)
- 1992 : Manchester Grand Hyatt Hotel, San Diego, (États-Unis)
- 1992 : Heller International Building, Chicago, (États-Unis)
- 1992 : 450 Lexington Avenue, New York, (États-Unis)
- 1992 : USG Building, Chicago, (États-Unis)
- 1992 : One North Franklin, Chicago, (États-Unis)
- 1992 : Il Matitone, Gênes, Italie
- 1993 : 4 Metrotech Center, New York, (États-Unis)
- 1995 : Rembrandt Tower, Amsterdam, Pays-Bas
- 1996 : Ayala Tower 1, Makati, Philippines
- 1997 : Omni Tower, Séoul, Corée du Sud
- 1998 : Jin Mao Tower, Shanghai (Chine) (plus haute tour de Chine à l'époque)
- 1999 : Ambassade des États-Unis à Ottawa, Ottawa (Canada)
- 1999 : 101 Second Street, San Francisco, (États-Unis)

### Années 2000

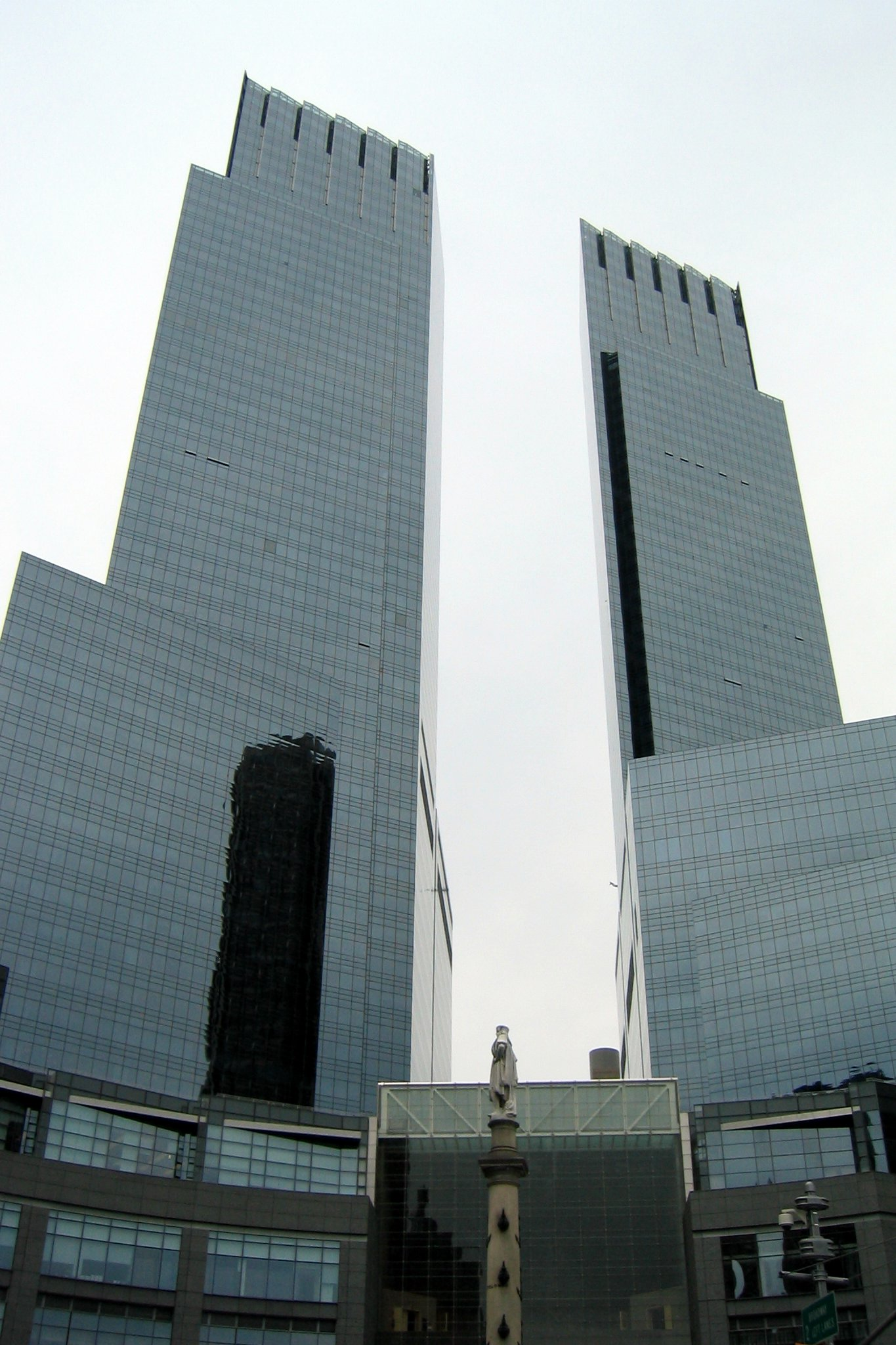
Time Warner Center à New York

- 2000 : CAT Building, Bangkok, Thailande
- 2000 : Roxas Triangle Tower I, Makati (Philippines)
- 2000 : PBCom Tower, Makati (Philippines)
- 2001 : Aéroport international de San Francisco, San Francisco (États-Unis)
- 2001 : 383 Madison Avenue, New York, (États-Unis)
- 2001 : Fifty South Sixth, Minneapolis, (États-Unis)
- 2002 : Sede do BankBoston, São Paulo, (Brésil)
- 2003 : Time Warner Center, New York (États-Unis)
- 2003 : Random House Tower, New York (États-Unis)
- 2004 : Tower Palace 3 Tower G, Séoul, (Corée du Sud)
- 2005 : AIG Tower, Hong Kong, (Chine)
- 2005 : LG Twin Towers, Pékin, (Chine)
- 2006 : 7 World Trade Center, New York (États-Unis)
- 2006 : Rondo 1, Varsovie, (Pologne).
- 2007 : Tokyo Mid-Town Tower, Tokyo (Japon)
- 2007 : Ontario Tower, Londres, (Royaume-Uni)
- 2007 : University Club Tower, Milwaukee, (États-Unis)
- 2008 : Pan Peninsula, Londres, (Royaume-Uni)
- 2008 : Quantum 2, Toronto, (Canada)
- 2009 : Trump International Hotel and Tower, Chicago (États-Unis)

### Années 2010
- 2010 : Burj Khalifa, Dubaï (Émirats arabes unis) (plus haute tour du monde)
- 2010 : Zifeng Tower, Nanjing (Chine)
- 2010 : China World Trade Center Tower 3, Pékin (Chine)
- 2011 : Al Hamra Tower, Koweït (Koweït)
- 2011 : Tianjin World Financial Center, Tianjin (Chine)
- 2012 : CATIC Plaza, Shenzhen, (Chine)
- 2012 : Zhengzhou Greenland Plaza, Zhengzhou (Chine)
- 2013 : Pearl River Tower, Guangzhou (Chine)
- 2013 : Cayan Tower, Dubai, Émirats arabes unis
- 2013 : China Merchants Tower, Shenzhen, Chine
- 2014 : One World Trade Center, New York (États-Unis)
- 2014 : Tianjin Kerry Center, Tianjin, Chine
- 2015 : Jiangxi Nanchang Greenland Central Plaza, Nanchang (Chine)
- 2015 : Four Seasons Hotel (Manama), Manama, Bahrain
- 2016 : Ningbo Bank of China Headquarters, Ningbo, Chine
- 2016 : Providence Tower, Londres, Royaume-Uni
- 2016 : JTI Headquarters, Genève, Suisse
- 2017 : Poly Pazhou C2, Canton, (Chine)
- 2019 : Tianjin Chow Tai Fook Binhai Center, Tianjin (Chine)
- 2019 : 35 Hudson Yards, New York (États-Unis)

### Années 2020
- 2021 : Rama IX Super Tower, Bangkok (Thaïlande)
- 2024 : Greenland Centre, Xi'an (Chine)
- 2025 : Burj Jumeirah, Dubai (Émirats arabes unis)
- 2025 : One Bangkok, Bangkok (Thaïlande)

## Galerie

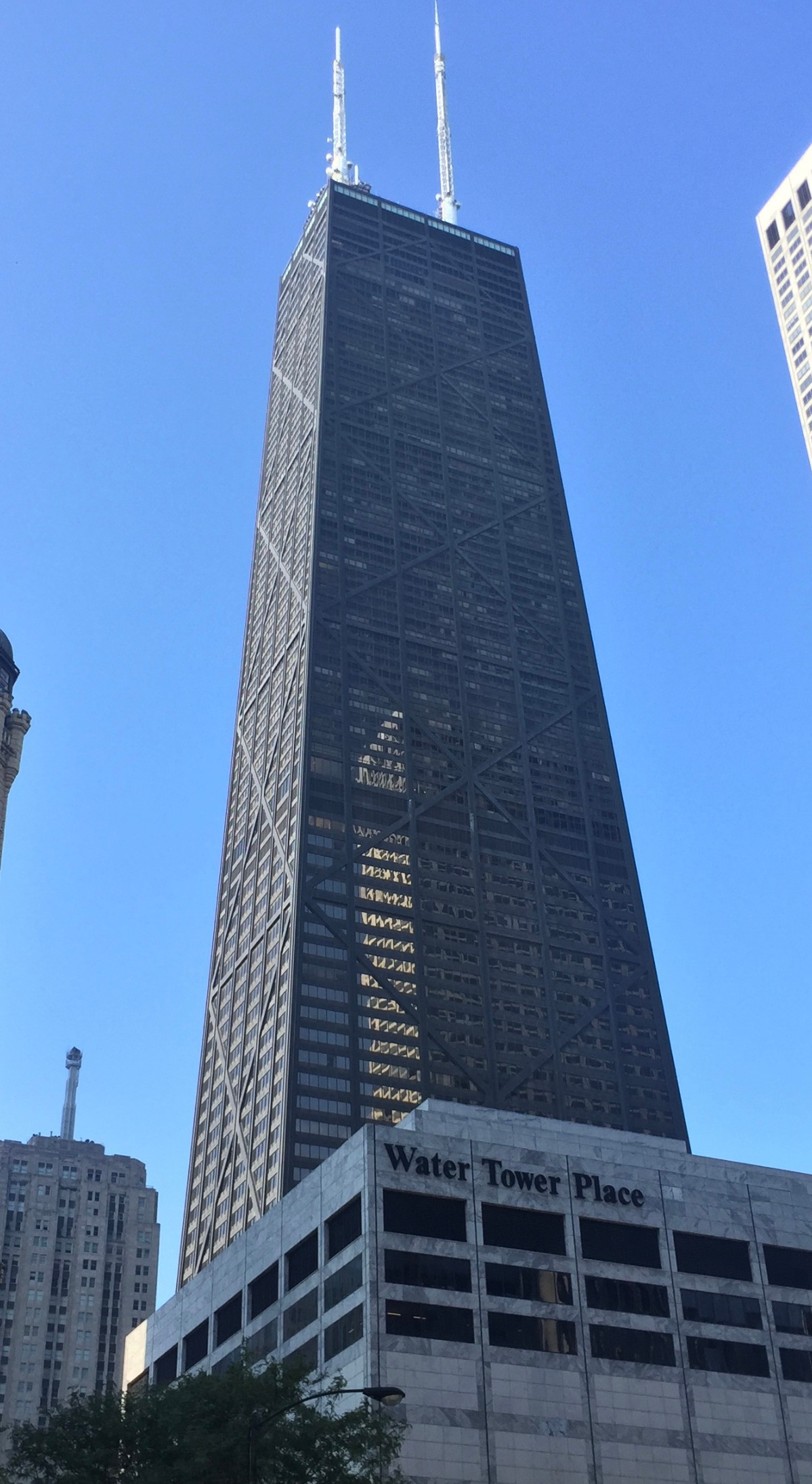
875 North Michigan Avenue (1969)
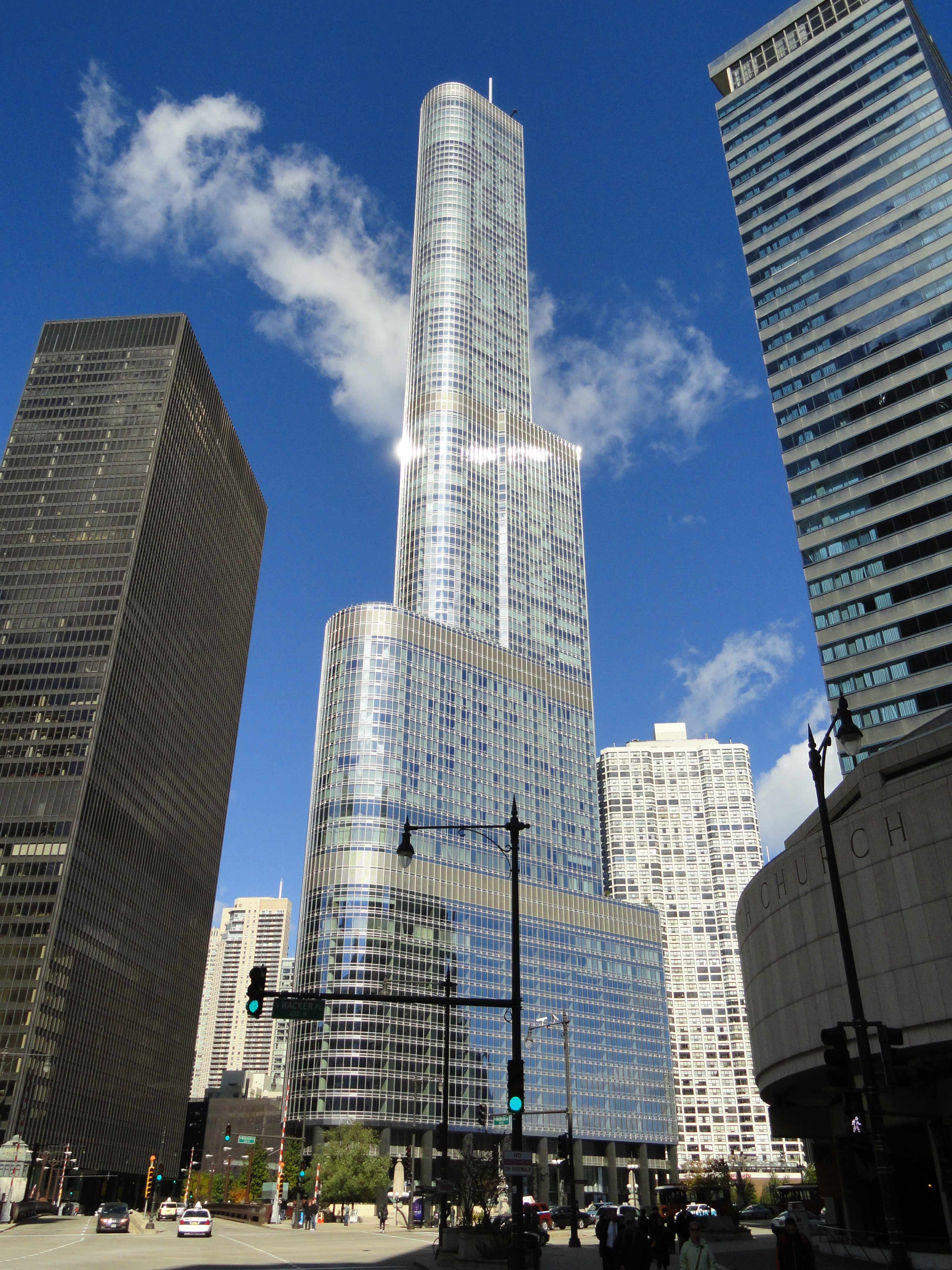
Trump International Hotel and Tower (2009)
Burj Khalifa (2010)
One World Trade Center (2013)